# Associazione Calcio Fiorentina 1985-1986
Questa voce raccoglie le informazioni riguardanti l'Associazione Calcio Fiorentina nelle competizioni ufficiali della stagione 1985-1986.

## Stagione
Sulla panchina della Fiorentina fu chiamato Aldo Agroppi, il quale condusse la squadra al 5º posto finale; la maggior parte dei punti vennero conquistati nelle partite casalinghe. Da annoverare le prestigiose vittorie conquistate contro Milan, Inter e Juventus.
In campagna acquisti si verificò l'arrivo di Roberto Baggio, che esordì in Serie A solo nella stagione successiva a causa di un infortunio. Fra i nuovi anche Nicola Berti, Sergio Battistini, Maurizio Iorio, Aldo Maldera e i giovani del vivaio Onorati, Gelsi e Labardi. Si arrivò quasi anche all'acquisto di Marco van Basten, che tuttavia non si concretizzò a causa del mancato pagamento del contratto, ragion per cui si trasferì al Milan. Oltre a lui, ci fu anche la mancata acquisizione del giocatore del Pisa Wim Kieft.
Per la seconda stagione consecutiva i viola giunsero in semifinale di Coppa Italia, venendo superati dalla Roma nel doppio confronto.

## Divise e sponsor

Una formazione viola in campo con la divisa invernale

Lo sponsor ufficiale per la stagione 1985-1986 fu Opel, mentre il fornitore di materiale tecnico fu Ennerre.
| Casa | Trasferta |

## Organigramma societario
Area direttiva
- Presidente: Ranieri Pontello
- Direttore generale: Claudio Nassi
- Segretario: Raffaele Righetti

Area tecnica
- Allenatore: Aldo Agroppi

## Rosa
| N. |                      | Ruolo | Calciatore                     |
| -- | -------------------- | ----- | ------------------------------ |
|    | Italia (bandiera)    | P     | Giovanni Galli                 |
|    | Italia (bandiera)    | P     | Paolo Conti                    |
|    | Italia (bandiera)    | D     | Stefano Carobbi                |
|    | Italia (bandiera)    | D     | Renzo Contratto                |
|    | Italia (bandiera)    | D     | Claudio Gentile                |
|    | Italia (bandiera)    | C     | Gabriele Oriali                |
|    | Argentina (bandiera) | D     | Daniel Passarella              |
|    | Italia (bandiera)    | D     | Carlo Pascucci                 |
|    | Italia (bandiera)    | D     | Celeste Pin                    |
|    | Italia (bandiera)    | C     | Giancarlo Antognoni (capitano) |
|    | Italia (bandiera)    | C     | Sergio Battistini              |
|    | Italia (bandiera)    | C     | Nicola Berti                   |

| N. |                   | Ruolo | Calciatore               |
| -- | ----------------- | ----- | ------------------------ |
|    | Italia (bandiera) | C     | Michele Gelsi            |
|    | Italia (bandiera) | C     | Pasquale Iachini         |
|    | Italia (bandiera) | C     | Aldo Maldera (III)       |
|    | Italia (bandiera) | C     | Alberto Nardi            |
|    | Italia (bandiera) | C     | Roberto Onorati          |
|    | Italia (bandiera) | A     | Roberto Baggio (I)       |
|    | Italia (bandiera) | A     | Maurizio Iorio           |
|    | Italia (bandiera) | A     | Roberto Labardi          |
|    | Italia (bandiera) | A     | Daniele Massaro          |
|    | Italia (bandiera) | A     | Paolo Monelli            |
|    | Italia (bandiera) | A     | Claudio Pellegrini (III) |
|    | Italia (bandiera) | A     | Davide Pellegrini        |

## Risultati

### Serie A

#### Girone di andata
| Arbitro: | Casarin (Milano) |

|             |           |  |
| Massaro 75’ | Marcatori |  |

| Arbitro: | Paparesta (Bari) |

|                          |           |                   |
| Júnior 45’ Corradini 60’ | Marcatori | 86’ D. Pellegrini |

| Arbitro: | Mattei (Macerata) |

|                            |           |  |
| Passarella 21’ Monelli 43’ | Marcatori |  |

| Arbitro: | Baldi (Roma) |

|                                        |           |            |
| Monelli 36’, 45’ Passarella 83’ (rig.) | Marcatori | 50’ Palese |

| Como 6 ottobre 1985 5ª giornata | Como          | 0 – 0 | Fiorentina | Stadio Giuseppe Sinigaglia\| Arbitro: \| Longhi (Roma) \| |
| Arbitro:                        | Longhi (Roma) |       |            |                                                           |

| Firenze 13 ottobre 1985 6ª giornata | Fiorentina       | 0 – 0 | Napoli | Stadio Comunale\| Arbitro: \| Lanese (Messina) \| |
| Arbitro:                            | Lanese (Messina) |       |        |                                                   |

| Arbitro: | Mattei (Macerata) |

|                 |           |             |
| Cerezo 23’, 76’ | Marcatori | 46’ Massaro |

| Bergamo 27 ottobre 1985 8ª giornata | Atalanta           | 0 – 0 | Fiorentina | Stadio Comunale\| Arbitro: \| Lombardo (Marsala) \| |
| Arbitro:                            | Lombardo (Marsala) |       |            |                                                     |

| Arbitro: | Pieri (Genova) |

|                                      |           |  |
| Passarella 27’ (rig.), 47’ Berti 45’ | Marcatori |  |

| Arbitro: | Casarin (Milano) |

|                              |           |                                 |
| Elkjær Larsen 2’ Briegel 56’ | Marcatori | 12’ Berti 83’ (rig.) Passarella |

| Firenze 24 novembre 1985 11ª giornata | Fiorentina          | 0 – 0 | Bari | Stadio Comunale\| Arbitro: \| Coppetelli (Tivoli) \| |
| Arbitro:                              | Coppetelli (Tivoli) |       |      |                                                      |

| Arbitro: | Lombardo (Marsala) |

|          |           |  |
| Brio 12’ | Marcatori |  |

| Arbitro: | Boschi (Parma) |

|                       |           |  |
| Passarella 18’ (rig.) | Marcatori |  |

| Arbitro: | Pairetto (Torino) |

|                           |           |                            |
| Carnevale 3’ Storgato 44’ | Marcatori | 39’ Passarella 81’ Monelli |

| Arbitro: | Agnolin (Bassano del Grappa) |

|                   |           |          |
| D. Pellegrini 40’ | Marcatori | 79’ Muro |

#### Girone di ritorno
| Arbitro: | Longhi (Roma) |

|                        |           |                            |
| Lorenzo 9’ Francis 85’ | Marcatori | 8’ (aut.) Bordon 49’ Iorio |

| Firenze 12 gennaio 1986 17ª giornata | Fiorentina                | 0 – 0 | Torino | Stadio Comunale\| Arbitro: \| Pezzella (Frattamaggiore) \| |
| Arbitro:                             | Pezzella (Frattamaggiore) |       |        |                                                            |

| Arbitro: | Pieri (Genova) |

|                   |           |  |
| Virdis 61’ (rig.) | Marcatori |  |

| Arbitro: | Sguizzato (Verona) |

|                            |           |               |
| Pasculli 67’ Di Chiara 85’ | Marcatori | 8’ Battistini |

| Arbitro: | Agnolin (Bassano del Grappa) |

|                |           |  |
| Passarella 52’ | Marcatori |  |

| Napoli 16 febbraio 1986 21ª giornata | Napoli              | 0 – 0 | Fiorentina | Stadio San Paolo\| Arbitro: \| Lo Bello (Siracusa) \| |
| Arbitro:                             | Lo Bello (Siracusa) |       |            |                                                       |

| Arbitro: | Mattei (Macerata) |

|                   |           |            |
| Boniek 57’ (aut.) | Marcatori | 22’ Pruzzo |

| Firenze 2 marzo 1986 23ª giornata | Fiorentina        | 0 – 0 | Atalanta | Stadio Comunale\| Arbitro: \| Pairetto (Torino) \| |
| Arbitro:                          | Pairetto (Torino) |       |          |                                                    |

| Arbitro: | Lanese (Messina) |

|                    |           |  |
| Altobelli 28’, 73’ | Marcatori |  |

| Firenze 16 marzo 1986 25ª giornata | Fiorentina     | 0 – 0 | Verona | Stadio Comunale\| Arbitro: \| Boschi (Parma) \| |
| Arbitro:                           | Boschi (Parma) |       |        |                                                 |

| Arbitro: | Agnolin (Bassano del Grappa) |

|  |           |                   |
|  | Marcatori | 7’ (rig.) Monelli |

| Arbitro: | Casarin (Milano) |

|                          |           |  |
| Passarella 57’ Berti 90’ | Marcatori |  |

| Arbitro: | Lombardo (Marsala) |

|                                    |           |             |
| Díaz 25’ Benedetti 65’ Alessio 80’ | Marcatori | 57’ Carobbi |

| Arbitro: | Agnolin (Bassano del Grappa) |

|               |           |  |
| Antognoni 77’ | Marcatori |  |

| Arbitro: | Pieri (Genova) |

|          |           |                            |
| Muro 63’ | Marcatori | 66’ (rig.), 76’ Passarella |

### Coppa Italia

#### Primo turno
| Arbitro: | Esposito (Torre del Greco) |

|  |           |                                        |
|  | Marcatori | 27’ Iachini 43’ Massaro 53’ Battistini |

| Arbitro: | Baldi (Roma) |

|            |           |  |
| Massaro 9’ | Marcatori |  |

| Arbitro: | Mattei (Macerata) |

|              |           |                               |
| De Vitis 24’ | Marcatori | 16’ Battistini 37’, 43’ Iorio |

| Arbitro: | Tubertini (Bologna) |

|           |           |                |
| Forte 10’ | Marcatori | 52’ Passarella |

| Arbitro: | Magni (Bergamo) |

|                       |           |  |
| Passarella 75’ (rig.) | Marcatori |  |

#### Fase finale
| Arbitro: | Pairetto (Torino) |

|                             |           |                 |
| Pin 37’ Passarella 48’, 83’ | Marcatori | 20’ Criscimanni |

| Arbitro: | Magni (Bergamo) |

|              |           |  |
| Chierico 45’ | Marcatori |  |

| Arbitro: | Paparesta (Bari) |

|                                          |           |                            |
| Zennaro 72’ Cecconi 73’ Della Monica 89’ | Marcatori | 13’ Maldera 76’ Battistini |

| Arbitro: | Pairetto (Torino) |

|                                   |           |  |
| Monelli 1’ (rig.), 11’ Oriali 50’ | Marcatori |  |

| Arbitro: | Pieri (Genova) |

|                            |           |  |
| Righetti 15’ Tovalieri 18’ | Marcatori |  |

| Arbitro: | Lanese (Messina) |

|             |           |              |
| Monelli 50’ | Marcatori | 45’ Giannini |

## Statistiche

### Statistiche di squadra
| Competizione | Punti | In casa | In casa | In casa | In casa | In casa | In casa | In trasferta | In trasferta | In trasferta | In trasferta | In trasferta | In trasferta | Totale | Totale | Totale | Totale | Totale | Totale | DR  |
| Competizione | Punti | G       | V       | N       | P       | Gf      | Gs      | G            | V            | N            | P            | Gf           | Gs           | G      | V      | N      | P      | Gf     | Gs     | DR  |
| ------------ | ----- | ------- | ------- | ------- | ------- | ------- | ------- | ------------ | ------------ | ------------ | ------------ | ------------ | ------------ | ------ | ------ | ------ | ------ | ------ | ------ | --- |
| Serie A      | 33    | 15      | 8       | 7       | 0       | 16      | 3       | 15           | 2            | 6            | 7            | 13           | 20           | 30     | 10     | 13     | 7      | 29     | 23     | +6  |
| Coppa Italia |       | 5       | 4       | 1       | 0       | 9       | 2       | 6            | 2            | 1            | 3            | 9            | 8            | 11     | 6      | 2      | 3      | 18     | 10     | +8  |
| Totale       | -     | 20      | 12      | 8       | 0       | 25      | 5       | 21           | 4            | 7            | 10           | 22           | 28           | 41     | 16     | 15     | 10     | 47     | 33     | +14 |

### Statistiche dei giocatori[3]
| Giocatore           | Serie A  | Serie A | Serie A     | Serie A    | Coppa Italia | Coppa Italia | Coppa Italia | Coppa Italia | Totale   | Totale | Totale      | Totale     |
| Giocatore           | Presenze | Reti    | Ammonizioni | Espulsioni | Presenze     | Reti         | Ammonizioni  | Espulsioni   | Presenze | Reti   | Ammonizioni | Espulsioni |
| ------------------- | -------- | ------- | ----------- | ---------- | ------------ | ------------ | ------------ | ------------ | -------- | ------ | ----------- | ---------- |
| G. Antognoni        | 19       | 1       | ?           | ?          | 3            | 0            | ?            | ?            | 22       | 1      | ?           | ?          |
| R. Baggio (I)       | -        | -       | -           | -          | 5            | 0            | ?            | ?            | 5        | 0      | 0+          | 0+         |
| S. Battistini       | 28       | 1       | ?           | ?          | 9            | 3            | ?            | ?            | 37       | 4      | ?           | ?          |
| N. Berti            | 28       | 3       | ?           | ?          | 9            | 0            | ?            | ?            | 37       | 3      | ?           | ?          |
| S. Carobbi          | 24       | 1       | ?           | ?          | 11           | 0            | ?            | ?            | 35       | 1      | ?           | ?          |
| P. Conti            | 2        | -1      | ?           | ?          | 4            | -5           | ?            | ?            | 6        | -6     | ?           | ?          |
| R. Contratto        | 30       | 0       | ?           | ?          | 11           | 0            | ?            | ?            | 41       | 0      | ?           | ?          |
| G. Galli            | 28       | -22     | ?           | ?          | 7            | -4           | ?            | ?            | 35       | -26    | ?           | ?          |
| M. Gelsi            | 1        | 0       | ?           | ?          | -            | -            | -            | -            | 1        | 0      | 0+          | 0+         |
| C. Gentile          | 19       | 0       | ?           | ?          | 8            | 0            | ?            | ?            | 27       | 0      | ?           | ?          |
| P. Iachini          | 5        | 1       | ?           | ?          | -            | -            | -            | -            | 5        | 1      | 0+          | 0+         |
| M. Iorio            | 25       | 1       | ?           | ?          | 4            | 2            | ?            | ?            | 29       | 3      | ?           | ?          |
| R. Labardi          | 1        | 0       | ?           | ?          | -            | -            | -            | -            | 1        | 0      | 0+          | 0+         |
| A. Maldera (III)    | 3        | 0       | ?           | ?          | 9            | 1            | ?            | ?            | 12       | 1      | ?           | ?          |
| D. Massaro          | 26       | 2       | ?           | ?          | 10           | 2            | ?            | ?            | 36       | 4      | ?           | ?          |
| P. Monelli          | 30       | 5       | ?           | ?          | 10           | 3            | ?            | ?            | 40       | 8      | ?           | ?          |
| A. Nardi            | -        | -       | -           | -          | 1            | 0            | ?            | ?            | 1        | 0      | 0+          | 0+         |
| R. Onorati          | 19       | 0       | ?           | ?          | 10           | 0            | ?            | ?            | 29       | 0      | ?           | ?          |
| G. Oriali           | 25       | 0       | ?           | ?          | 7            | 1            | ?            | ?            | 32       | 1      | ?           | ?          |
| C. Pascucci         | 2        | 0       | ?           | ?          | 1            | 0            | ?            | ?            | 3        | 0      | ?           | ?          |
| D. Passarella       | 29       | 11      | ?           | ?          | 7            | 4            | ?            | ?            | 36       | 15     | ?           | ?          |
| C. Pellegrini (III) | -        | -       | -           | -          | 3            | 0            | ?            | ?            | 3        | 0      | 0+          | 0+         |
| D. Pellegrini       | 18       | 2       | ?           | ?          | 6            | 0            | ?            | ?            | 24       | 2      | ?           | ?          |
| C. Pin              | 27       | 0       | ?           | ?          | 9            | 1            | ?            | ?            | 36       | 1      | ?           | ?          |